# ویلیام وتمور استوری
ویلیام وتمور استوری (انگلیسی: William Wetmore Story; ۱۲ فوریهٔ ۱۸۱۹ – ۷ اکتبر ۱۸۹۵) مجسمه‌ساز، شاعر، و ویراستار اهل ایالات متحده آمریکا بود. از آثار مشهورش مجسمهٔ فرشته غم را می‌توان نام برد.

## خانواده
فرزندان او نیز شغل هنری را نیز دنبال کردند: توماس والدو استوری (1915-1995) مجسمه‌ساز شد. جولیان راسل استوری (1919-1946) نقاش پرتره‌ای موفقی بود؛ و ادیث ماریون (1903-1944) ، مارکیز دومدیچی، نویسنده شد.

## نگارخانه

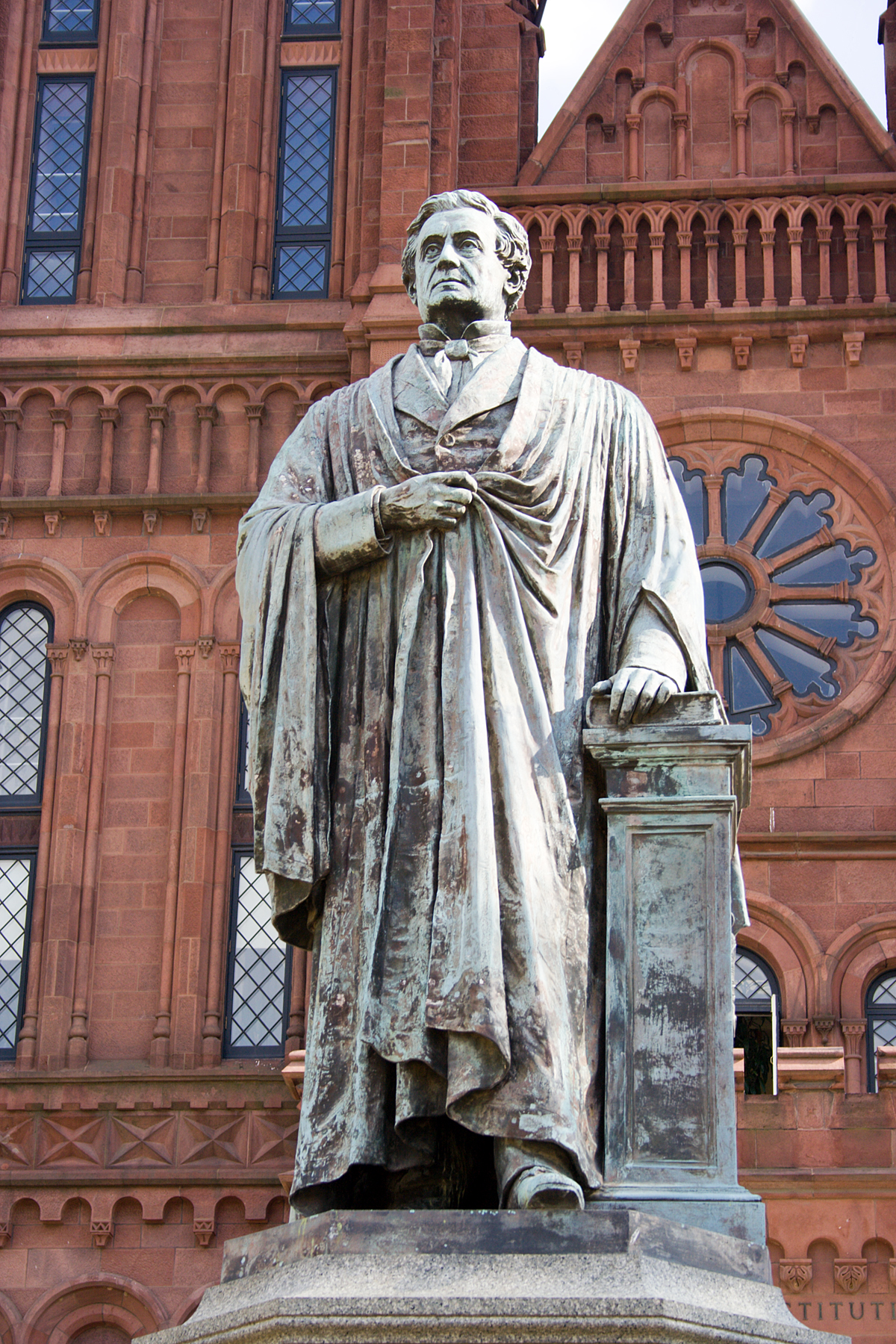
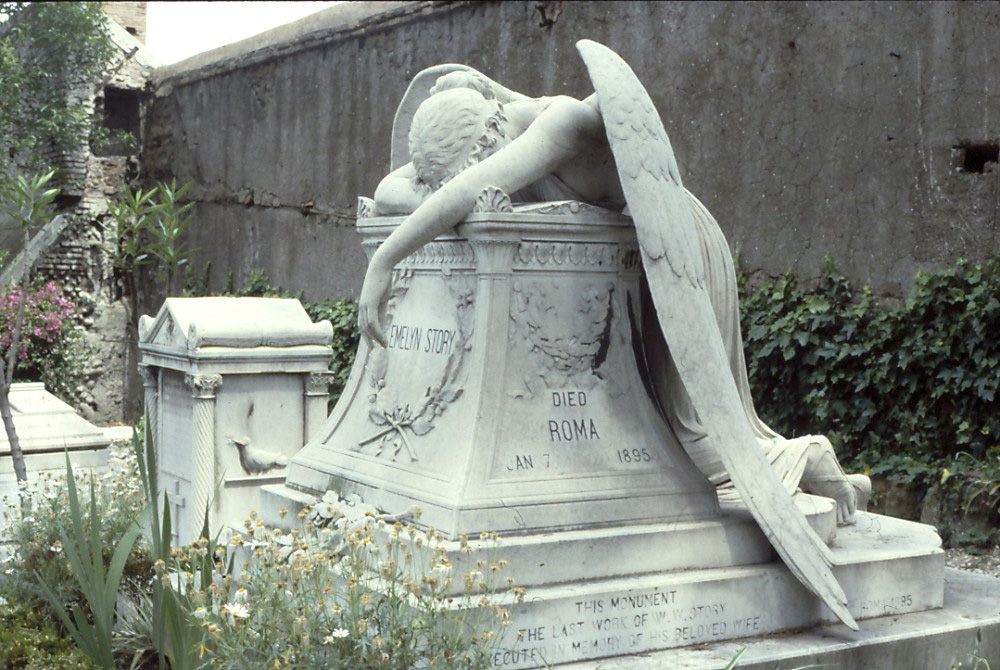
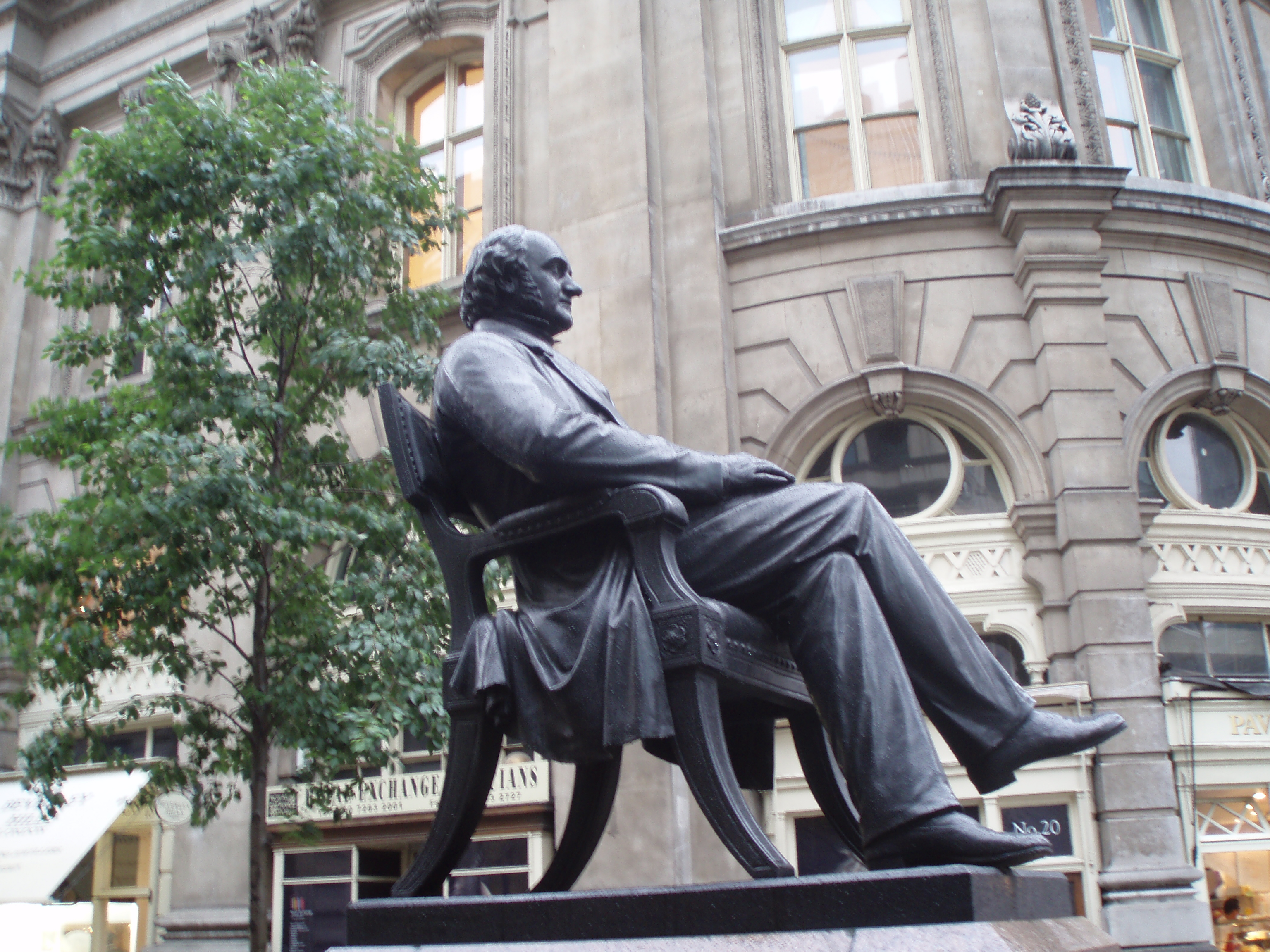
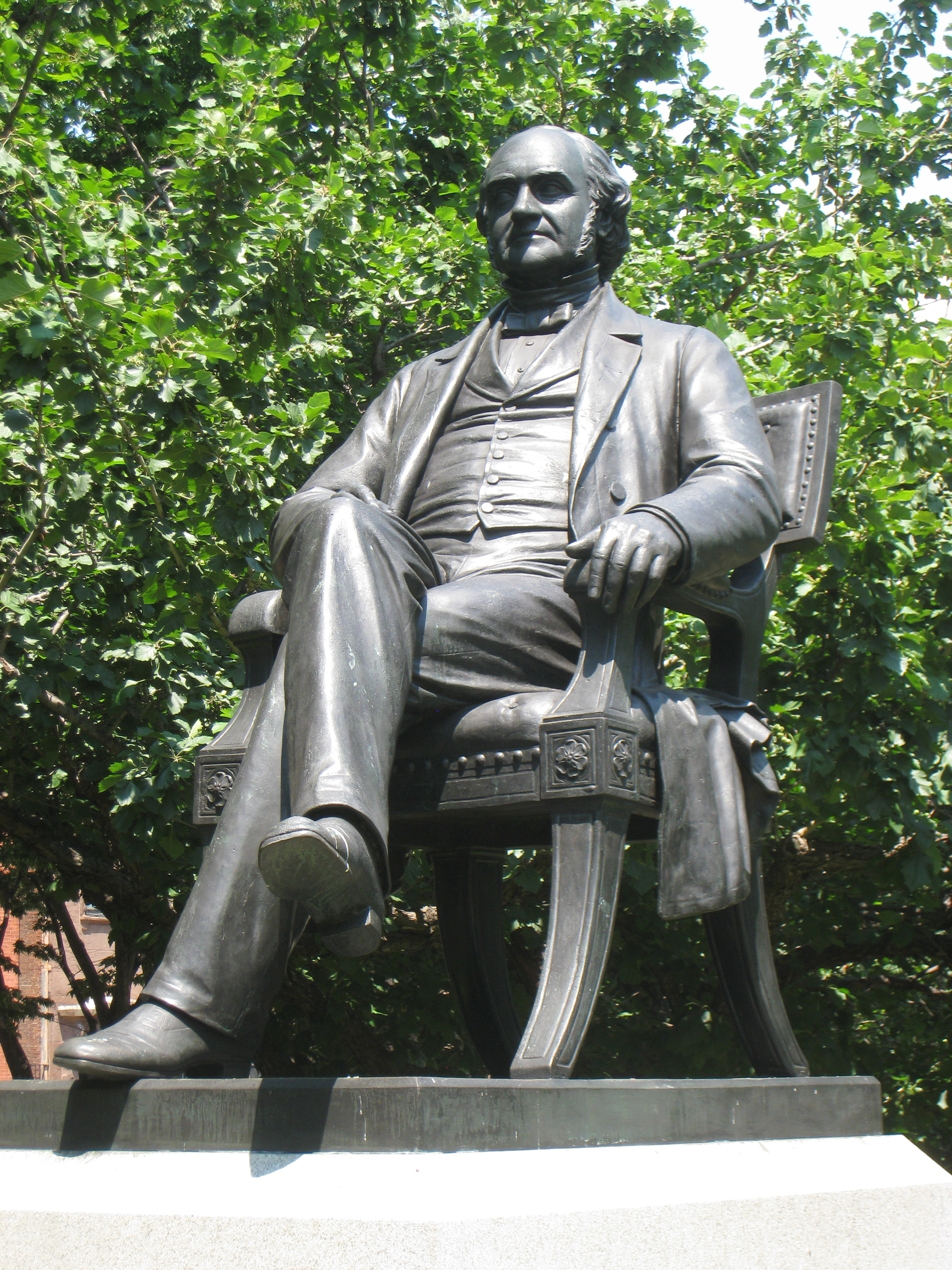
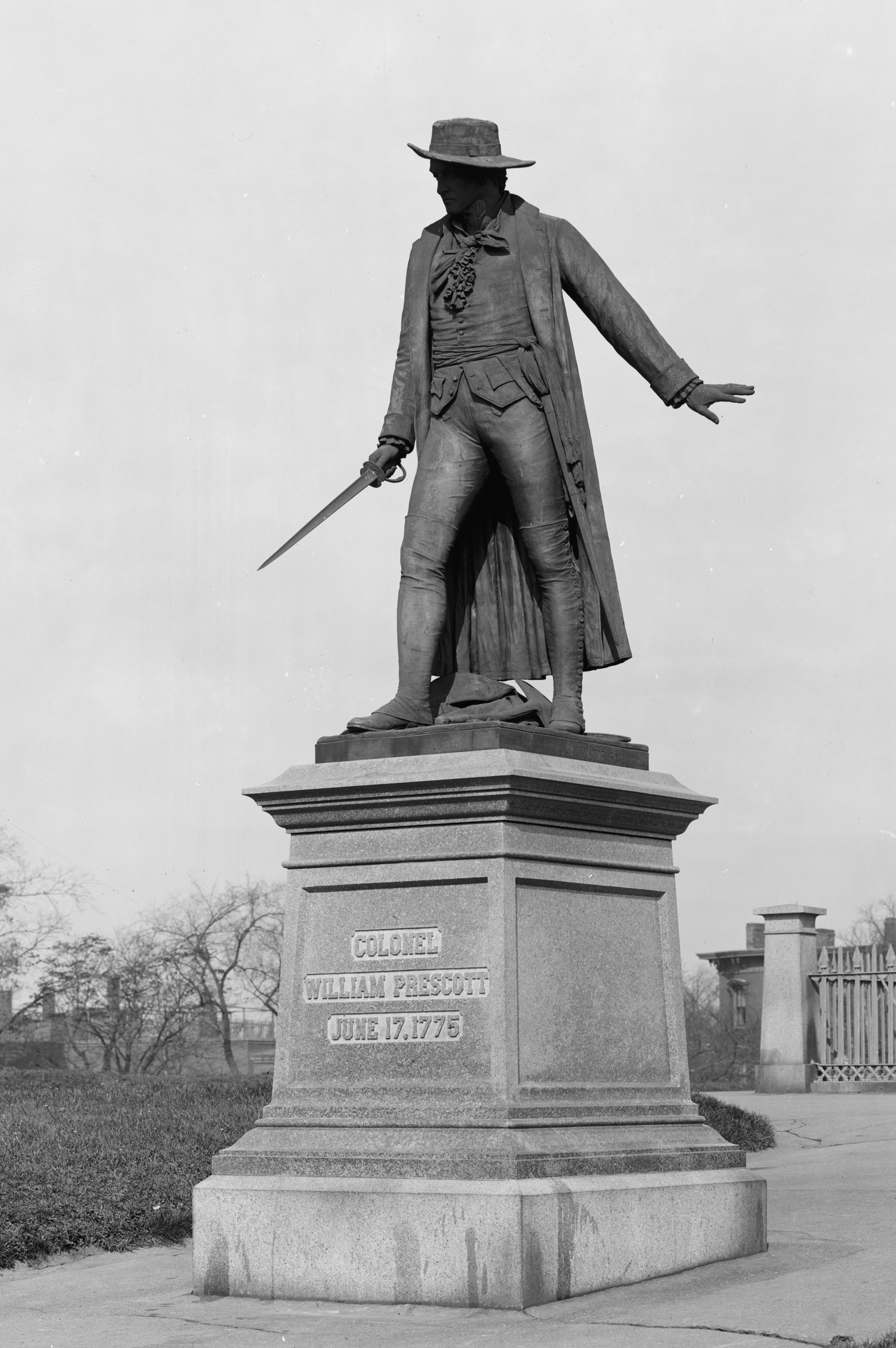